# The Bootlicker (álbum)
The Bootlicker es un álbum de estudio de Melvins publicado en 1999 por Ipecac Recordings, este disco es la segunda parte de la trilogía: "The Maggot", "The Bootlicker" y "The Crybaby" el álbum muestra un cambio de sonido con respecto a su predecesor "The Maggot" donde predomina el sludge metal habitual. The Bootlicker tiene un estilo de rock alternativo más suave y melódico como en la canción "Let it Be All", el trabajo reafirma los cambios de sonido que Melvins tiene a su disposición.
La versión en CD muestra una pequeña parte de la canción "Smells Like Teen Spirit" (la cual abre "The Crybaby") después del final de "Prig".

## Lista de canciones
Todas las canciones escritas por Buzz Osborne.

| N.º | Título                  | Duración |  |
| 1.  | «Toy»                   | 1:09     |  |
| 2.  | «Let It All Be»         | 10:48    |  |
| 3.  | «Black Santa»           | 3:41     |  |
| 4.  | «We We»                 | 0:57     |  |
| 5.  | «Up the Dumper»         | 2:23     |  |
| 6.  | «Mary Lady Bobby Kins»  | 3:37     |  |
| 7.  | «Jew Boy Flower Head»   | 6:06     |  |
| 8.  | «Lone Rose Holding Now» | 2:23     |  |
| 9.  | «Prig»                  | 8:47     |  |

## Créditos
- The Melvins - Productor
  - King Buzzo -  Guitarra, voz, ruidos
  - Dale Crover - batería, Percusión, voz
  - Kevin Rutmanis - bajo, Bajo slide
- Eric Peterson - Piano en track 9
- Mackie Osborne - Arte
- Tim Green - ingeniero de sonido, Productor